# Debbie Hanna
Debbie Hanna (26 de enero de 1981) es una deportista irlandesa que compitió en vela en la clase Laser Radial. Ganó una medalla de plata en el Campeonato Europeo de Laser Radial de 2002.

## Palmarés internacional
| \| Campeonato Europeo \| Campeonato Europeo \| Campeonato Europeo \| Campeonato Europeo \| \| Año \| Lugar \| Medalla \| Clase \| \| ------------------ \| ---------------------- \| ------------------ \| ------------------ \| \| 2002 \| Breitenbrunn (Austria) \| Medalla de plata \| Laser Radial \| |                        |                  |              |
| Campeonato Europeo |                        |                  |              |
| Año | Lugar                  | Medalla          | Clase        |
| 2002 | Breitenbrunn (Austria) | Medalla de plata | Laser Radial |